# Assis Garrido
Francisco de Assis Garrido, mais conhecido como Assis Garrido (São Luís, 14 de setembro de 1899 – São Luís, 01 de dezembro de 1969) foi um poeta, teatrólogo e jornalista brasileiro. Filho de Florentino Ferreira Garrido e Adélia da Silva Garrido, deixou vários livros de poesias publicados. Era membro da Academia Maranhense de Letras.

## Obras
“
Esta vida é uma pomada 

da maciez de veludo... 

E eu já não sofro de nada,

de tanto sofrer de tudo...
”

— Assis Garrido
- Regina (1920)
- Oração Materna (1920)
- Sol glorioso (1922)
- Sonetos Maranhenses (1923)
- O meu livro de mágoa e de ternura (1923)[2]
- O livro da minha loucura (1923)[2]
- A divina mentira (1944)[2]
- Crepúsculo  (1969)[2]